# 平卡姆斯格蘭特
平卡姆斯格蘭特（英語：Pinkham's Grant）是位於美國新罕布什爾州庫斯縣的一個行政鎮區。

## 地方資料
平卡姆斯格蘭特的面積為9.84平方千米，當中陸地面積為9.82平方千米，而水域面積為0.02平方千米。根據2020年美國人口普查的數據，當地共有人口0人，而人口密度為每平方千米0人。